# Train d'enfer (film, 1985)
Pour les articles homonymes, voir Train d'enfer.
Pour plus de détails, voir Fiche technique et Distribution.
Train d'enfer est un film français réalisé par Roger Hanin, sorti en 1985.

## Synopsis
Un soir de bal dans une petite ville du Nord de la France, au fort taux de chômage, une bagarre éclate entre jeunes français et immigrés maghrébins. Plusieurs protagonistes sont emmenés au commissariat, mais tous sont relâchés au petit matin.
Le lendemain, dans le train Paris-Lille, trois hommes, qui ont joué le rôle de meneurs de la bagarre de la veille, agressent un jeune Arabe, avant de le défenestrer. Une jeune femme, témoin du meurtre, se rend au commissariat pour déposer plainte. Les trois suspects sont rapidement identifiés, mais deux d'entre eux, prévenus par un inspecteur, parviennent à disparaître.
L'homme interpellé avoue les faits mais prétend avoir agi seul. Au cours de l'enquête, il s'avère que les deux suspects en fuite appartiennent au service d'ordre d'un parti d'extrême droite, dont le responsable est aussitôt arrêté.
Pendant qu'à Paris, des manifestations antiracistes sont organisées, dans la petite ville les tensions montent. La jeune femme, qui avait témoigné, est retrouvée assassinée. Une nuit, des vitrines sont brisées et quinze voitures sont incendiées.

## Fiche technique
- Titre : Train d'enfer
- Réalisation : Roger Hanin
- Scénario : Jean Curtelin et Roger Hanin
- Musique : Michel Legrand
- Décors : Jean-Claude Gallouin
- Photographie : Jean Penzer
- Montage : Youcef Tobni
- Production : Christine Gouze-Rénal
- Société de production : Canal+, Hachette-Fox Productions et TF1 Films Production
- Société de distribution : Hachette-Fox Distribution (France)
- Pays de production :  France
- Genre : Drame
- Durée : 90 minutes
- Date de sortie : 
  - France : 9 janvier 1985

## Distribution
- Roger Hanin : commissaire Couturier
- Gérard Klein : Salviat
- Christine Pascal : Isabelle (le témoin)
- Robin Renucci : Muller
- Fabrice Eberhard : Lacombe
- Xavier Maly : Le Goff
- Benoît Régent : Jouffroy
- Didier Sandre : Dalbret
- Henri Tisot : Guilabert
- Béatrice Camurat : Mme Salviat
- Karim Allaoui : Karim
- Sam Karmann : Duval
- Pascale Pellegrin : Madeleine
- Nathalie Guérin : Mme Guilabert
- Alain Lahaye : Poli
- Vincent Solignac : Letellier
- Jacques Nolot : Lancry
- Jean-Claude de Goros : l'agent
- Hammou Graïa : Habib Grimzi (l'homme assassiné du train)
- Farid Gazzah : Mehdi
- Rabah Loucif : Farid
- Smaïl Mekki
- Jean Curtelin : un client du bistrot
- Anne Sinclair : la présentatrice TV
- Ysabelle Lacamp
- Béatrice Masson : Madame Jouffroy
- Elisabeth Rodriguez : petite-amie de Karim

## Autour du film
Ce film est tiré d’une histoire vraie. Le 14 novembre 1983, un Algérien de 26 ans, Habib Grimzi, est battu à mort et défenestré du train Bordeaux-Vintimille entre les gares de Montauban et Castelsarrasin (Tarn & Garonne) par trois jeunes candidats à l'engagement à la Légion étrangère (note 1)[réf. nécessaire].
La chanteuse Elsa Lunghini, y tient un tout petit rôle, étant alors agée de 12 ans au moment du tournage.